# U.S. Route 99
Pour les articles homonymes, voir Route 99.
La U.S. Route 99 (US 99) était une US Route principale sud–nord sur la côte ouest américaine jusqu'en 1964. Elle reliait Calexico, Californie, à la frontière mexicaine et Blaine, Washington, à la frontière canadienne. Elle a été créée en 1926 et a existé jusqu'à ce qu'elle soit remplacée sur presque toute sa longueur par l'I-5. Connue comme la "Golden State Highway" et la "Main Street of California", la US 99 était importante pour les fermiers américains afin qu'ils puissent traverser les états durant le Dust Bowl des années 1930.
De longues sections de la California State Route 99 (SR 99), de la Route 99, de la Route 99W et de la Route 99E de l'Orgeon ainsi que la SR 99 dans l'État de Washington ont pris le relais de la US 99. La route était reliée à la Route 99 en Colombie-Britannique. Le numéro de cette dernière dérivait de celui de la US 99.

## Description du tracé

### Californie
La route débutait à la frontière mexicaine à Calexico et se dirigeait vers le nord dans la Imperial Valley et le long de la limite ouest de la Salton Sea jusqu'à la Vallée de Coachella (plus-ou-moins les actuelles California State Route 86 et California State Route 111). La US 99 se dirigeait ensuite vers l'ouest jusqu'à Los Angeles (l'actuelle I-10) et vers le nord encore jusqu'à la Central Valley (actuelle I-5). La US 99 continuait ensuite son tracé en utilisant le corridor actuel de la California State Route 99 jusqu'à Bakersfield, Fresno et Sacramento. À Sacramento, la route se séparait en deux routes distinctes; la US 99W et la US 99E.
La US 99W suivait le tracé de l'actuelle I-5 à l'ouest de la Vallée de Sacramento alors que la US 99E suivait l'actuelle California State Route 99 à l'est de la vallée. Les deux routes se réunissaient à Red Bluff et la US 99 continuait son tracé via le corridor actuel de l'I-5 jusqu'à la frontière avec l'Oregon.

### Oregon
L'ancienne US 99 en Oregon suit plus ou moins les routes actuellement numérotées Oregon Route 99, Oregon Route 99E et Oregon Route 99W. L'exception principale est le segment entre la frontière avec la Californie et Ashland où l'ancienne US 99 est actuellement numérotée Oregon Route 273. À plusieurs reprises, l'I-5 et la Oregon Route 99 empruntent le même trajet. Lorsqu'elles ne sont pas en multiplex, les routes se suivent de très près.
À Junction City, la US 99 se séparait en deux routes; la US 99W et la US 99E. La US 99W passait à l'ouest de la rivière Willamette et la US 99E passait à l'est de celle-ci. Les routes se réunissaient à Portland, juste avant de traverser le fleuve Columbia et d'entrer dans l'État de Washington. L'ancienne US 99E (actuelle Oregon Route 99E) est principalement en multiplex avec l'I-5 actuelle alors que la US 99W (actuelle Oregon Route 99W) suit son propre tracé.

### Washington
À l'inverse de la situation en Californie et en Oregon, la plupart de l'ancien tracé de la US 99 dans l'État de Washington est désormais constituée de routes locales et de rues dans les villes qu'elle traversait. La seule exception est le segment entre Fife et Everett, lequel a conservé le même numéro et est devenu la State Route 99. La US 99 a subi deux phases d'amélioration dans l'état. Elle a d'abord été déplacé de son tracé original de route à deux voies pour devenir une route à deux voies à accès limité. Cette route à quatre voies était numérotée US 99 et l'ancien tracé était souvent appelé "Old 99". La deuxième phase est survenue lorsque le réseau des Interstates s'est développé et que la US 99 est devenue l'I-5.

## Histoire

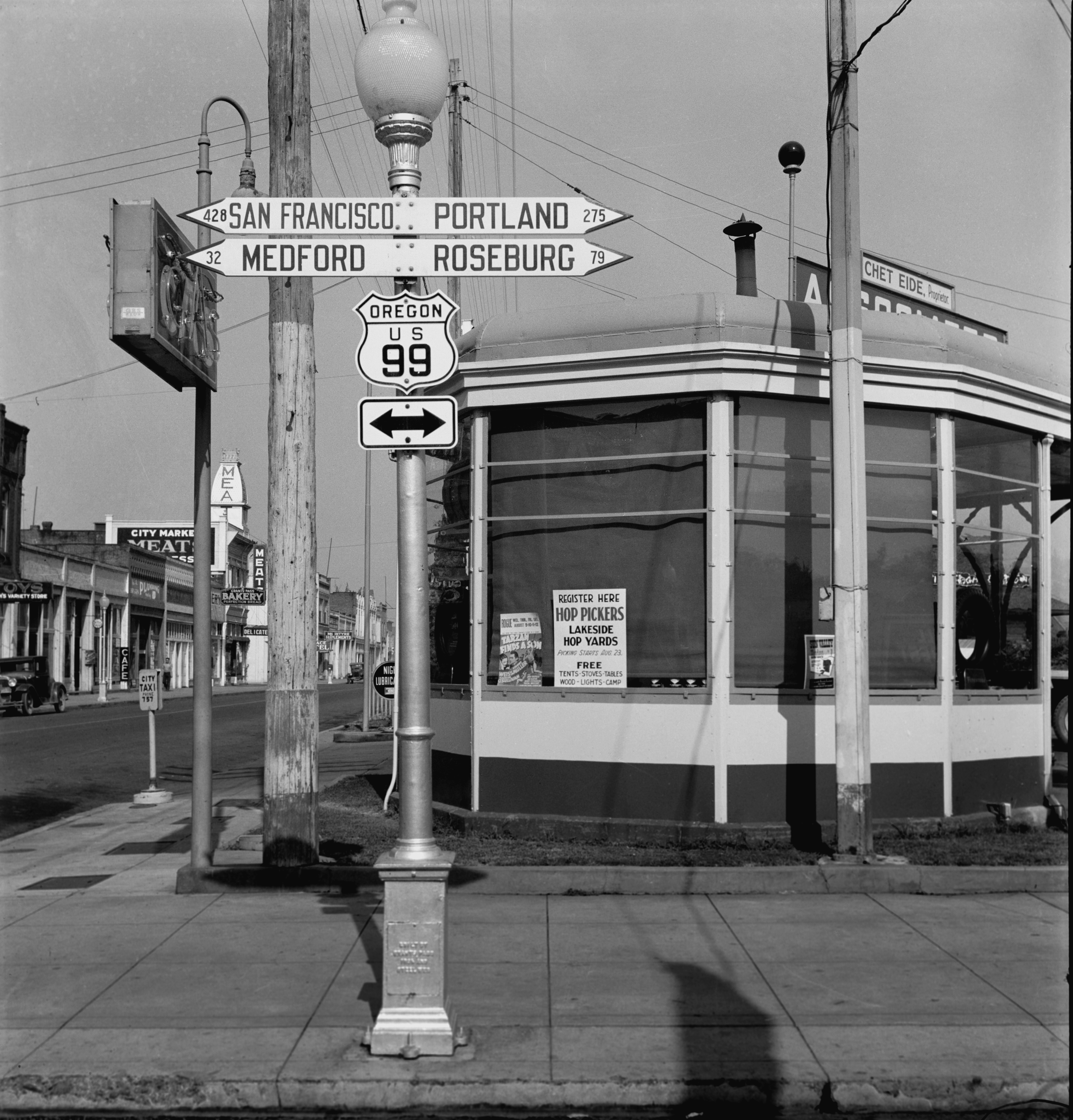
Panneau de l'US 99 en 1939, dans l'Oregon.

Un long segment (plus de 600 miles, ou 970 km), entre Stockton, Californie et Vancouver, Washington suit de très près la piste de la Siskiyou Trail. La Siskiyou Trail était basée sur un ancien réseau de pistes développé par les Premiers peuples reliant la région Nord-ouest Pacifique à la Vallée centrale de Californie. Dans les années 1820, des trappeurs de la Compagnie de la Baie d'Hudson ont été les premiers non-autochtones à emprunter le tracé de la US 99 pour se déplacer dans la région. Durant la deuxième moitiée du XIXe siècle, ce fût au tour des diligences et autres voitures tirées par des chevaux à emprunter la route. Au début du XXe siècle, les premières routes pour automobils ont été construites le long de la Siskiyou Trail, incluant notamment la Pacific Highway. La Pacific Highway reliait la Colombie-Britannique à San Diego, Californie et est le prédécesseur immédiat de la US 99. La route a été entièrement pavée au milieu des années 1930.

### Déclassement
En 1968, la US 99 a été complètement déclassée suivant la fin imminente des travaux de l'I-5 dans l'État de Washington et en Californie. C'est le 1er juillet 1964 que le déclassement est devenu officiel.

### Routes successives
Les trois états ont remplacé la US 99 par les routes suivantes:
Californie
SR 111 et SR 86 entre la frontière mexicano-américaine et Indio;
I-10, remplaçant la US 60 et la US 70 entre Indio et Los Angeles;
US 101 et SR 110 au centre-ville de Los Angeles;
I-5 depuis le nord du centre-ville de Los Angeles jusqu'à Wheeler Ridge;
SR 99 entre Wheeler Ridge et Red Bluff;
I-5 entre Red Bluff et la frontière avec l'Oregon.
Oregon
I-5 entre la frontière avec la Californie et la sortie 6;
Oregon Route 273 entre la sortie 6 et Ashland;
Oregon Route 99 entre Ashland et Grants Pass;
I-5 entre Grants Pass et Winston;
Oregon Route 99 entre Winston et Oakland;
I-5 entre Oakland et Eugene;
Oregon Route 99 entre Eugene et Portland (Oregon Route 99W et Oregon Route 99E).
Washington
Rues et routes non-numérotées et I-5 entre la frontière avec l'Oregon et Fife;
SR 99 entre Fife et Everett;
Rues et routes non-numérotées et I-5 entre Everett et la frontière canado-américaine.

## Intersections majeures
Californie
 Fed. 5 à la frontière mexicano-américaine à Calexico
 US 80 à El Centro
 US 60 / US 70 à Indio. Les routes formaient un multiplex jusqu'à Los Angeles.
 US 91 / US 395 à Colton
 US 101 à Los Angeles
 US 6 / US 66 à Los Angeles
 US 6 à Newhall Pass
 US 466 à Bakersfield. Les routes forment un multiplex jusqu'à Famoso
 US 399 à Greenfield
 US 50 à Stockton. Les routes forment un multiplex jusqu'à Sacramento.
 US 99W / US 99E à Sacramento
 US 40 à Davis. Les routes forment un multiplex jusqu'à Sacramento (US 99W) et jusqu'à Roseville (US 99E).
 US 99W / US 99E à Red Bluff
 US 299 à Redding
 US 97 à Weed
Oregon
 US 199 à Grants Pass
 US 126 à Eugene
 US 99W / US 99E à Junction City
 US 20 à Corvallis (US 99W) et Albany (US 99E)
 US 26 à Portland (US 99W et 99E)
 US 30 à Portland (US 99W et 99E)
 US 99W / US 99E près de Portland
Washington
 US 830 à Vancouver. Les routes forment un multiplex jusqu'à Kelso.
 US 101 / US 410 à Olympia
 US 410 à Tacoma
 US 10 à Seattle
 US 2 à Everett
 Route 99 à la frontière canado-américaine à Blaine

## Routes auxiliaires
- US 199, route sud-nord existant encore aujourd'hui reliant Crescent City, Californie à Grants Pass, Oregon.